# RFC1
Replikacioni faktor C, podjednica 1 je protein koji je kod ljudi kodiran RFC1 genom.
Protein kodiran ovim genom je velika podjedinica replikacionog faktora C, koji je pomoćni protein DNK polimeraze sa pet podjedinica. Replikacioni faktor C je od DNK zavisna ATPaza koja je neophodna za eukariotsku DNK replikaciju i popravku. Protein deluje kao aktivator DNK polimeraza, putem vezivanja za 3' kraj prajmera, i promoviše koordiniranu sintezu oba lanca. On takođe doprinosi stabilnosti telomera.

## Interakcije
RFC1 formira interakcije sa:
- BRD4,[6]
- HDAC1,[7]
- PCNA,[6][8][9][10][11]
- RELA[12]  and
- RFC3.[13][14][15]

## Literatura
- Lu Y, Riegel AT (1994). „The human DNA-binding protein, PO-GA, is homologous to the large subunit of mouse replication factor C: regulation by alternate 3' processing of mRNA”. Gene. 145 (2): 261—5. PMID 7914507. doi:10.1016/0378-1119(94)90017-5.
- Bunz F, Kobayashi R, Stillman B (1994). „cDNAs encoding the large subunit of human replication factor C”. Proc. Natl. Acad. Sci. U.S.A. 90 (23): 11014—8. PMC 47912 . PMID 8248204. doi:10.1073/pnas.90.23.11014.
- Lu Y, Zeft AS, Riegel AT (1993). „Cloning and expression of a novel human DNA binding protein, PO-GA”. Biochem. Biophys. Res. Commun. 193 (2): 779—86. PMID 8512577. doi:10.1006/bbrc.1993.1693.
- Uhlmann F, Cai J, Flores-Rozas H, Dean FB, Finkelstein J, O'Donnell M, Hurwitz J (1996). „In vitro reconstitution of human replication factor C from its five subunits”. Proc. Natl. Acad. Sci. U.S.A. 93 (13): 6521—6. PMC 39056 . PMID 8692848. doi:10.1073/pnas.93.13.6521.
- Fotedar R, Mossi R, Fitzgerald P, Rousselle T, Maga G, Brickner H, Messier H, Kasibhatla S, Hübscher U, Fotedar A (1996). „A conserved domain of the large subunit of replication factor C binds PCNA and acts like a dominant negative inhibitor of DNA replication in mammalian cells”. EMBO J. 15 (16): 4423—33. PMC 452166 . PMID 8861969.
- Uchiumi F, Ohta T, Tanuma S (1997). „Replication factor C recognizes 5'-phosphate ends of telomeres”. Biochem. Biophys. Res. Commun. 229 (1): 310—5. PMID 8954124. doi:10.1006/bbrc.1996.1798.
- Mossi R, Jónsson ZO, Allen BL, Hardin SH, Hübscher U (1997). „Replication factor C interacts with the C-terminal side of proliferating cell nuclear antigen”. J. Biol. Chem. 272 (3): 1769—76. PMID 8999859. doi:10.1074/jbc.272.3.1769.
- Cujec TP, Cho H, Maldonado E, Meyer J, Reinberg D, Peterlin BM (1997). „The human immunodeficiency virus transactivator Tat interacts with the RNA polymerase II holoenzyme”. Mol. Cell. Biol. 17 (4): 1817—23. PMC 232028 . PMID 9121429.
- Ubeda M, Habener JF (1997). „The large subunit of the DNA replication complex C (DSEB/RF-C140) cleaved and inactivated by caspase-3 (CPP32/YAMA) during Fas-induced apoptosis”. J. Biol. Chem. 272 (31): 19562—8. PMID 9235961. doi:10.1074/jbc.272.31.19562.
- Rhéaume E, Cohen LY, Uhlmann F, Lazure C, Alam A, Hurwitz J, Sékaly RP, Denis F (1998). „The large subunit of replication factor C is a substrate for caspase-3 in vitro and is cleaved by a caspase-3-like protease during Fas-mediated apoptosis”. EMBO J. 16 (21): 6346—54. PMC 1170241 . PMID 9351817. doi:10.1093/emboj/16.21.6346.
- Ellison V, Stillman B (1998). „Reconstitution of recombinant human replication factor C (RFC) and identification of an RFC subcomplex possessing DNA-dependent ATPase activity”. J. Biol. Chem. 273 (10): 5979—87. PMID 9488738. doi:10.1074/jbc.273.10.5979.
- Coll JM, Hickey RJ, Cronkey EA, Jiang HY, Schnaper L, Lee MY, Uitto L, Syvaoja JE, Malkas LH (1998). „Mapping specific protein-protein interactions within the core component of the breast cell DNA synthesome”. Oncol. Res. 9 (11–12): 629—39. PMID 9563011.
- Allen BL, Uhlmann F, Gaur LK, Mulder BA, Posey KL, Jones LB, Hardin SH (1998). „DNA recognition properties of the N-terminal DNA binding domain within the large subunit of replication factor C”. Nucleic Acids Res. 26 (17): 3877—82. PMC 147807 . PMID 9705493. doi:10.1093/nar/26.17.3877.
- van der Kuip H, Carius B, Haque SJ, Williams BR, Huber C, Fischer T (1999). „The DNA-binding subunit p140 of replication factor C is upregulated in cycling cells and associates with G1 phase cell cycle regulatory proteins”. J. Mol. Med. 77 (4): 386—92. PMID 10353443. doi:10.1007/s001090050365.
- Wang Y, Cortez D, Yazdi P, Neff N, Elledge SJ, Qin J (2000). „BASC, a super complex of BRCA1-associated proteins involved in the recognition and repair of aberrant DNA structures”. Genes Dev. 14 (8): 927—39. PMC 316544 . PMID 10783165. doi:10.1101/gad.14.8.927.
- Yazdi PT, Wang Y, Zhao S, Patel N, Lee EY, Qin J (2002). „SMC1 is a downstream effector in the ATM/NBS1 branch of the human S-phase checkpoint”. Genes Dev. 16 (5): 571—82. PMC 155356 . PMID 11877377. doi:10.1101/gad.970702.
- Anderson LA, Perkins ND (2002). „The large subunit of replication factor C interacts with the histone deacetylase, HDAC1”. J. Biol. Chem. 277 (33): 29550—4. PMID 12045192. doi:10.1074/jbc.M200513200.
- Ohta S, Shiomi Y, Sugimoto K, Obuse C, Tsurimoto T (2002). „A proteomics approach to identify proliferating cell nuclear antigen (PCNA)-binding proteins in human cell lysates. Identification of the human CHL12/RFCs2-5 complex as a novel PCNA-binding protein”. J. Biol. Chem. 277 (43): 40362—7. PMID 12171929. doi:10.1074/jbc.M206194200.
- Maruyama T, Farina A, Dey A, Cheong J, Bermudez VP, Tamura T, Sciortino S, Shuman J, Hurwitz J, Ozato K (2002). „A Mammalian Bromodomain Protein, Brd4, Interacts with Replication Factor C and Inhibits Progression to S Phase”. Mol. Cell. Biol. 22 (18): 6509—20. PMC 135621 . PMID 12192049. doi:10.1128/MCB.22.18.6509-6520.2002.